# Wolverhampton
Wolverhampton – miasto i dystrykt metropolitalny w hrabstwie West Midlands w Anglii. Miasto leży na północny zachód od Birmingham i jest drugim co do wielkości w konurbacji West Midlands. W 2021 roku miasto liczyło 234 025 mieszkańców. Zachodnie dzielnice miasta, jak Bilston czy Heath Town leżą w okręgu tradycyjnie nazywanym Black Country. Miasto położone jest na Płaskowyżu Midland, na średniej wysokości 120 m n.p.m. Przez miasto nie przepływają duże rzeki, jednakże swoje źródła mają tu Penk River, River Tame oraz Smestow Brook, dopływ River Stour. Oznacza to, że miasto leży na granicy jednego z największych angielskich działów wodnych.
Powszechnie uważa się, że miasto zostało nazwane na cześć Lady Wulfruny, która założyła je w 985 r. Nazwa pochodzi od Anglo-Saskiego Wulfrūnehēantūnco oznaczającego „najważniejsza zagroda lub farma”. Nazwa miasta jest często skracana do „W-ton” lub „Wolves”, a przez wielu mieszkańców także do „Wolvo”.
Początkowo, miasto rozwijało się jako miejscowość targowa, specjalizująca się w handlu wełną. Po rewolucji przemysłowej, miasto stało się jednym z ważniejszych centrów przemysłowych: wydobywczego (węgiel kamienny, wapień i rudy żelaza) i produkcyjnego (stal, zamki, motocykle i samochody – tu powstał pierwszy na świecie pojazd, który zdobył lądowy rekord prędkości (ponad 320 km/h). Najważniejszymi sektorami przemysłowymi w mieście są inżynieria i usługi.

## Historia
Wolverhampton, a raczej obszar leżący pomiędzy Tettenhall i Wednesfield, uważany jest za miejsce decydującej bitwy pomiędzy Sasami a Duńczykami w 963 r. Wolverhampton jest wspomniana w Domesday Book (1086) jako Hantone. W czasach saksońskich istniał w mieście klasztor, założony przez Lady Wulfrune i uświęcony w 994 r., któremu Lady przeznaczyła tereny dzisiejszego Upper Arley w Worcestershire, Bilston, Willenhall, Wednesfield Park, Pelsall, Ogley Hay koło Brownhills, Hilton koło Wall, Hatherton, Kinvaston, Hilton koło W-ton oraz Featherstone. Obszar ten został pierwszą „diecezją” dla wybudowanego w 1425 r. Kościoła Św. Piotra (St. Peter’s Church).

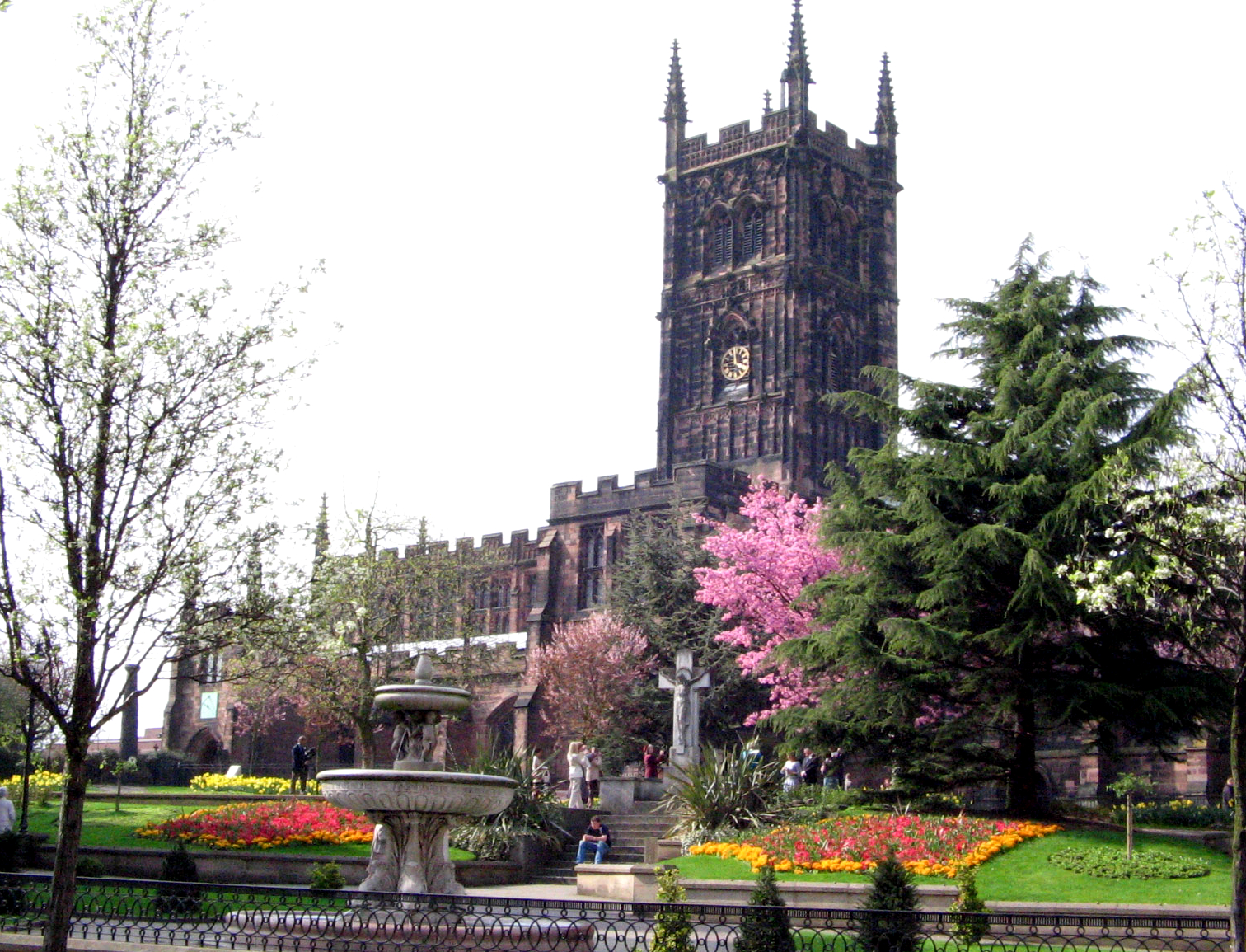
Kościół Świętego Piotra w Wolverhampton

Pomnik Lady Wulfruny, wyrzeźbiony przez Sir Charlesa Wheelera, stoi na schodach przed głównym wejściem do kościoła, od strony Civic Hallu.
Do XIII wieku, miasto rozwijało się i słynęło z udziału w handlu wełną. Fakt ten można zaobserwować do dziś, gdyż w herbie miasta znajduje się worek wełny (Woolpack) oraz w nazwach uliczek w centrum: Blossom’s Fold, Farmers Fold czy Victoria Fold. (ang. fold = owczarnia).
Z początkiem XVI wieku zaczął zmieniać się charakter miasta, zaczęło ono przekształcać się w centrum przemysłu metalurgicznego, swoje siedziby założyły tu firmy produkujące klucze i zamki do drzwi, a także zakłady przetwarzające żelazo i mosiądz.
W 1512 r., Sir Stephen Jenyns, były burmistrz Londynu, pochodzący z Wolverhampton, założył Wolverhampton Grammar School, która jest jedną z najstarszych działających szkół w Wielkiej Brytanii. W wieku XIX, południowo-wschodnie dzielnice weszły w obręb tzw. Black Country, nazwanego tak z powodu zanieczyszczeń przemysłowych, które pokryły ten teren czarną sadzą. W okresie wiktoriańskim, Wolverhampton wzbogaciło się, w znacznej mierze dzięki rozwojowi przemysłu opartego na węglu kamiennym i żelazie, surowców, których bogate pokłady występowały na terenie miasta. Pozostałościami tego okresu są domy w okolicy, do których należą Wighwick Manor czy też The Mount (oba zbudowane przez rodzinę Mander) oraz Tettenhall Towers. W 1866 r. wykonano pomnik ku czci Księcia Alberta. Podczas jego odsłonięcia była obecna królowa Wiktoria, dla której było to pierwsze publiczne wystąpienie od śmierci małżonka. W uznaniu dla miasta, królowa nadała tytuł szlachecki ówczesnemu, dziesiątemu, burmistrzowi Wolverhampton, przemysłowcowi Johnowi Morrisowi. Market Square, pierwotnie nazywany High Green, został przemianowany na Queen Square, jako podziękowanie za wizytę królowej. Statua księcia, zastąpiła stojące tam od 1855 r. rosyjskie działo, zdobyte pod Sewastopolem i do dziś stoi na Queen Square.

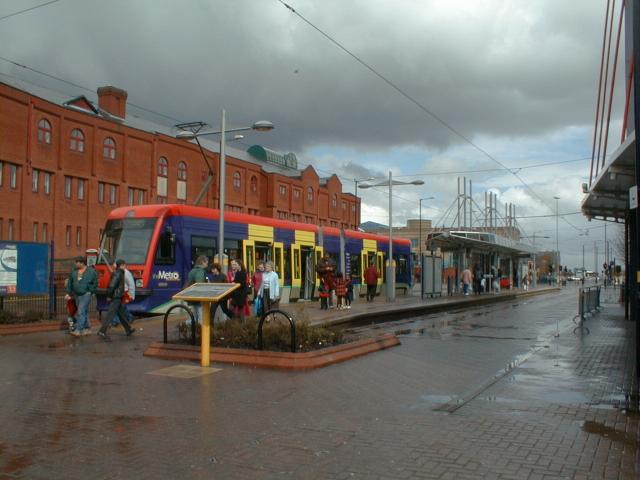
Midland Metro w Wolverhampton

Przy tym samym placu znajdują się, pierwsze w Anglii automatyczne światła sygnalizacji drogowej, zainstalowane w 1927 r. Obecnie w tym miejscu znajdują się nowoczesne światła, ale ich słupki są pomalowane na biało-czarno, tak jak był to w przypadku oryginalnych z końca lat dwudziestych. W 1837 r. do miasta dotarła kolej, z pierwszą stacją ulokowaną w obrębie dzisiejszego Heath Town. Stacja ta została zburzona w 1965 r. Dziś teren ten tworzy rezerwat przyrody. W 1852 r. otwarto Wolverhampton High Street Station (obecny dworzec główny), lecz oryginalny budynek został zburzony (1965) i odbudowany w obecnej postaci. Wolverhampton St George’s (skrzyżowanie w centrum, przy którym znajduje się komisariat policji, M&S oraz klub Oceana) jest obecnie północnym, końcowym przystankiem dla Midland Metro. Wolverhampton było i do dziś pozostaje, nielicznym z miast w Anglii, obsługiwanym przez tramwaje. W 1923 r., na krótki czas, pojawiły się trolejbusy, na ten czas Wolverhampton posiadało największy na świecie tabor trolejbusowy.

## Sport
Miasto reprezentowane jest w Premier League przez Wolverhampton Wanderers F.C. (Wolves), jeden z najstarszych angielskich klubów piłkarskich, który wchodził w skład założycielskiej dwunastki, Ligi Piłkarskiej (Football League). Najlepszy okres z historii klubu to lata 50. dwudziestego wieku, kiedy to wygrali oni trzy razy ligę i zdobyli dwa razy Puchar Anglii (FA Cup). Prasa ogłosiła ich „nieoficjalnymi mistrzami świata” po słynnych zwycięstwach z węgierskim Budapest Honvéd FC. Byli także pierwszym angielskim klubem, który zagrał w ZSRR. Zwycięstwa Wolves, odniesione w meczach towarzyskich, na arenie europejskiej, zainicjowały powstanie rozgrywek o Puchar Europy, który ewoluował i z czasem zmieniono jego nazwę na Ligę Mistrzów UEFA. Siedzibą klubu jest Molineux Stadium, na którym pierwszy mecz zagrano 2 września 1889 r., kiedy to Wolves pokonali Aston Villa 1:0. Stadion przekształcił się diametralnie w trakcie swojego istnienia. Przetrwał on w niezmienionej formie prawie czterdzieści lat, kiedy to w 1979 r. wybudowano trybunę Johna Irelanda.

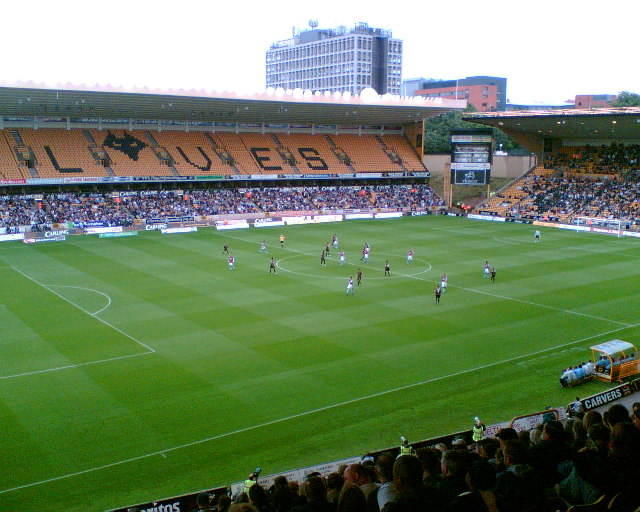
Stadion w Wolverhampton

Przez kolejne 20 lat ze stadion nie przechodził modernizacji. Kłopoty finansowe doprowadziły do zamknięcia trybun Północnej i Waterloo Rd. Wszystko zmieniło się z przybyciem do klubu Jacka Haywarda w 1990 r. Wówczas rozpoczęła się przebudowa stadionu (wybudowano trybuny Stana Cullisa, Billy'ego Wrighta i Jacka Harrisa, oraz kompletnie odnowiono trybunę Johna Irelanda, którą później, w 2003 r. przemianowano na trybunę Steve'a Bulla, najbardziej bramkostrzelnego zawodnika Wolves w historii klubu). Stadion posiada 28 500 miejsc siedzących, 60 lóż dla osobistości, salon prasowy, sale konferencyjną, loże prywatne oraz restaurację – Sir Jack’s. Koszt przebudowy stadionu wyniósł około 20 000 000 funtów szterlingów.
Drugim piłkarskim klubem jest przedstawiciel ligi regionalnej – Wolverhampton Casuals FC.
W mieście istnieją także: Klub Lekkoatletyczny Wolverhampton & Bilston, oraz Wolverhampton Wolves, jeden z klubów żużlowych w Wielkiej Brytanii.
Funkcjonuje tam także klub kolarski – Wolverhampton Wheelers – założony w 1891 r. Miasto posiada też tor wyścigów konnych (Wolverhampton Racecourse), położony w Dunstall Park, tor do wyścigów całorocznych i jedyny z oświetleniem szerokostrumieniowym.

## Uniwersytet w Wolverhampton
Brytyjski uniwersytet, wykształcony z politechniki w Wolverhampton w 1992 r., jednak jego korzenie sięgają XIX wieku. Ma cztery kampusy: w Wolverhampton, Walsall, Compton oraz Telford. Aktualnie studiuje tam około 23 000 studentów i oferuje 380 kursów licencjackich, magisterskich oraz doktoranckich. Kanclerzem uniwersytetu jest obecnie dr Caroline Gipps.

## Podział administracyjny Wolverhampton
Bilston North, Bilston East, Blakenhall, Bushbury North, Bushbury South and Low Hill, East Park, Ettingshall, Fallings Park, Graiseley, Heath Town, Merry Hill, Oxley, Park, Penn, Spring Vale, St. Peter's, Tettenhall Regis, Tettenhall Wightwick, Wednesfield North i Wednesfield South.

## Polonia
- Kościół Polski Trójcy Świętej
- Polska Szkoła patronatu św. Kingi i św. Andrzeja Boboli (PSW – Polish School Wolverhampton)
- Polski Ośrodek Katolicki im. św. Maksymiliana Kolbe
- Polskie Centrum Edukacyjne św. Jana Bosko
- Społeczność Polska w Wolverhampton[5]

## Miasta partnerskie
- Subotica, Serbia
- Klagenfurt, Austria
- Ułan Bator, Mongolia